# Abezames
Abezames es un municipio y localidad española de la provincia de Zamora, en la comunidad autónoma de Castilla y León. Ubicado en la comarca del Alfoz de Toro, destaca por su patrimonio histórico, como la iglesia de San Miguel Arcángel, y el yacimiento arqueológico del castro de Montpodre, que data de la Edad del Hierro.

## Geografía

### Ubicación
El municipio de Abezames pertenece a la comarca del Alfoz de Toro en la provincia de Zamora, y está constituido por una sola localidad. Su término municipal abarca una superficie de 23,26 km², situada a una altitud media de 741 metros. El casco urbano de Abezames se encuentra a 12 km de Toro y a 44 km de la ciudad de Zamora, la capital provincial.
| Noroeste: Malva       | Norte: Bustillo del Oro | Noreste: Vezdemarbán     |
| Oeste: Fuentesecas    |                         | Este: Pinilla de Toro    |
| Suroeste: Fuentesecas | Sur: Pozoantiguo        | Sureste: Pinilla de Toro |

### Orografía e hidrografía
El paisaje de Abezames es llano o ligeramente ondulado, siendo la elevación más destacada el teso Lutero, que permite una amplia visibilidad de la comarca circundante. El terreno es mayormente deforestado y dedicado al cultivo de cereales, que es la actividad agrícola predominante de la localidad. Abezames está atravesado por el arroyo Adalia, un afluente del río Duero, que discurre entre Toro y Monte la Reina, favoreciendo la irrigación y el desarrollo agrícola local.

### Clima
Abezames disfruta de un clima mediterráneo continentalizado, con veranos calurosos y secos, así como inviernos fríos que a menudo incluyen fuertes heladas. Esta variabilidad climática afecta los patrones de cultivo de la zona, adaptados a la aridez estival y a las bajas temperaturas invernales, características de la región de Zamora.

## Historia
Los primeros vestigios de poblamiento en la zona de Abezames datan de la Edad del Hierro, como evidencian los hallazgos en el castro de Montpodre, ubicado a unos 2 km al norte del municipio. Este castro se sitúa a una altitud estratégica, en una meseta rodeada por arroyos, lo que lo hacía ideal para la defensa. En Montpodre se han hallado cerámicas celtibéricas y otros materiales de la cultura Cogotas I, que ilustran el desarrollo agrícola y defensivo de los asentamientos en Zamora. Aunque no se romanizó completamente, se han encontrado en sus cercanías tégulas y fragmentos de sigillata hispánica, indicando una posible ocupación tardorromana hasta la Edad Media.
Durante el siglo X, y en el contexto de la repoblación promovida por el reino de León bajo Ramiro II de León, Abezames fue ocupado junto con otros asentamientos vecinos, como Vezdemarbán y Benegiles. Desde entonces, la localidad pasó a depender administrativa y eclesiásticamente de Toro, consolidando su influencia con la celebración de las Cortes de León de 1188 y otras cortes del reino de León y Castilla, en las que Abezames estuvo representado.
En el siglo XV, los archivos del Real Monasterio de Sancti Spiritus de Toro mencionan una población denominada «Aveçames», que estaba protegida por una fortaleza datada en 1420, de la que hoy solo se conservan ruinas de la antigua iglesia de San Salvador. Esta fortaleza fue una de las muchas que protegieron a la región durante los conflictos internos de la nobleza castellana en el siglo XV, periodo en el que Toro también ejercía un rol militar y estratégico importante.
En 1565, los vecinos de Abezames aprobaron una serie de ordenanzas para regular el acceso de ganado a los cultivos, especialmente de cereales, que eran la base económica de la comunidad. Estas ordenanzas fueron modificadas y aprobadas por la ciudad de Toro en 1567, y se conservan en el Archivo Histórico Provincial de Zamora.

«En las casas de Conçejo de lugar de Avezames, en veynte y quatro días del mes de hebrero deste año de mil e quinientos y sesenta y çinco años, estando juntos en Conçejo, llamados a canpana tañida, según que lo han de uso e costunbre de se ajuntar para haçer y otorgar las cosas tocantes e conplideras al dicho Conçejo, espeçialmente para hacer y otorgar lo de yuso escripto, conbiene a saber: Bartolomé Manteca y Diego Domínguez, jurados, y Andrés Madroño y Bartolomé Fito, mayordomo, y más toda la más parte de los vezinos del dicho Conçejo,todos juntamente y en voz y en nombre del dicho Conçejo y demás de todos los otros vezinos ausentes y presentes para hacer y otorgar las ordenanzas que fuesen útiles y provechosas para el dicho Conçejo para en guarda del pan. Y las hyzieron en la forma y manera syguiente: Primeramente fueron nombrados por los dichos jurados en nombre de dicho Conçejo para ello Bartolomé Quadrado y Juan Martín y Bartolomé Milano y Andrés Preçiado y Juan Domínguez y Juan Ramos, vezinos todos del dicho lugar...»

Durante la Edad Moderna, Toro, y con ella Abezames, se vieron afectados por importantes eventos políticos y militares, como la guerra de sucesión castellana entre Juana la Beltraneja e Isabel la Católica. Toro apoyó inicialmente a Juana, lo que intensificó su papel defensivo, especialmente en su Alcázar. Aunque Toro y sus alrededores quedaron bajo control de Isabel, estos conflictos dejaron una profunda huella en la región.
En el siglo XIX, la división provincial de 1833 asignó Abezames a la provincia de Zamora y al partido judicial de Toro. El contexto histórico de la región durante este siglo estuvo marcado por las guerras carlistas y el auge del ferrocarril, que facilitó el comercio agrícola, beneficiando tanto a Toro como a sus alrededores, incluido Abezames.
Con la Constitución española de 1978, Abezames pasó a formar parte de la comunidad autónoma de Castilla y León en 1983, como municipio de la provincia de Zamora.

## Demografía
Abezames cuenta con una población de 60 habitantes (INE 2024), según los datos más recientes del Instituto Nacional de Estadística (INE). La población ha experimentado un notable descenso desde mediados del siglo XX, un fenómeno común en los municipios rurales de la provincia de Zamora, debido a la migración hacia centros urbanos en busca de oportunidades laborales y de mejores condiciones de vida.
| Gráfica de evolución demográfica de Abezames entre 1842 y 2021                                                        |
| |
| Población de derecho según los censos de población del INE. Población de hecho según los censos de población del INE. |

La gráfica de evolución demográfica muestra que en 1842 la población de Abezames era de 359 habitantes, alcanzando un máximo de 469 en 1860. Durante la primera mitad del siglo XX, la población se mantuvo relativamente estable, oscilando entre 400 y 460 habitantes. Sin embargo, a partir de la década de 1950, el municipio experimentó un fuerte descenso demográfico. Este fenómeno se debe, en gran medida, a la emigración hacia las ciudades, principalmente motivada por la búsqueda de trabajo en sectores industriales y de servicios, así como por la mejora en las infraestructuras de transporte que facilitó el desplazamiento hacia núcleos urbanos.
Para el censo de 2021, la población de Abezames se redujo a 58 habitantes, reflejando un continuo descenso poblacional que responde a factores como el envejecimiento de la población local y la escasez de oportunidades laborales en el sector agrícola, tradicionalmente la base de la economía de la región. Abezames, como otros municipios rurales de Castilla y León, enfrenta el desafío de la despoblación, siendo esta una de las principales preocupaciones para el desarrollo sostenible y la conservación del patrimonio cultural y arquitectónico de la zona.

## Símbolos

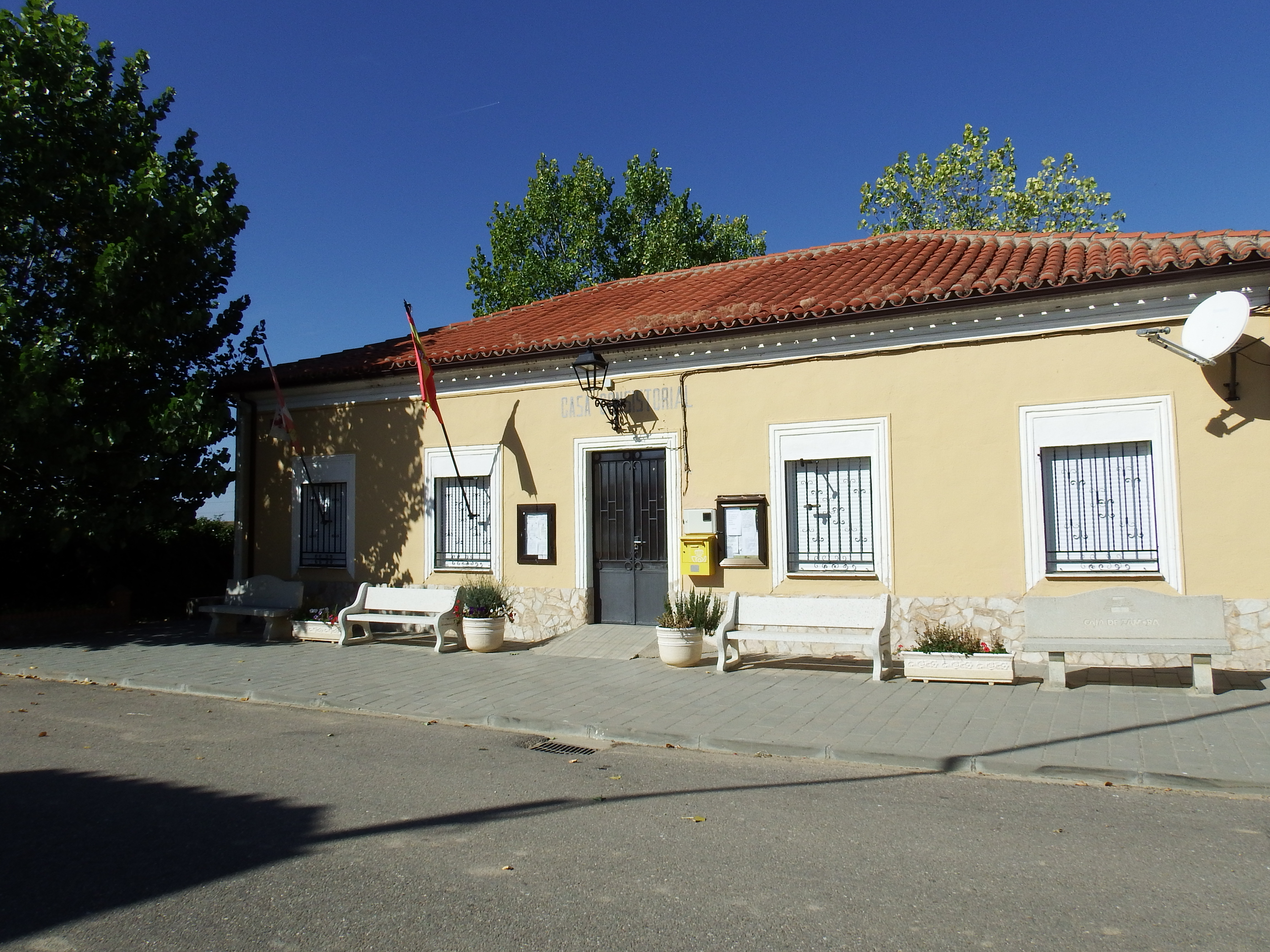
Casa consistorial

La asamblea vecinal del Ayuntamiento de Abezames, en sesión celebrada el 28 de abril de 2010, aprobó el escudo heráldico y la bandera municipal de la localidad. Estos símbolos representan la identidad y el legado histórico de Abezames, y fueron oficializados por la Junta de Castilla y León. Los elementos y colores del escudo y la bandera destacan aspectos culturales, religiosos y económicos importantes para el municipio.
- Escudo: en campo de gules, Castillo-Iglesia de Oro, mazonado de sable y aclarado de azur. Al timbre corona Real cerrada. Este símbolo representa el patrimonio arquitectónico del municipio, en particular la antigua fortaleza e iglesia de San Salvador, que protegía a la comunidad en siglos pasados. La corona Real cerrada al timbre simboliza la histórica relación de Abezames con la Corona de Castilla, bajo cuyo amparo estuvo el municipio en la Edad Media. Los colores y el castillo en el escudo destacan su pasado defensivo, siendo Abezames un enclave importante en la defensa del territorio durante los conflictos internos del siglo XV, especialmente en la zona de Toro.[28][29]

- Bandera: Bandera rectangular de proporciones 2:3, formada por dos franjas verticales iguales, siendo roja con San Miguel Arcángel de blanco la del Asta y amarilla con haz de tres espigas de verde al batiente. La franja al asta lleva la figura de San Miguel Arcángel en blanco, patrón de Abezames y símbolo protector que refleja la devoción histórica de la localidad hacia este santo, quien es además considerado defensor contra el mal. La franja al batiente contiene un haz de tres espigas en verde, que simbolizan la importancia de la agricultura, especialmente el cultivo de cereales, en la economía local.[30]

El rojo de la bandera y el escudo representa el valor y la fortaleza de los habitantes de Abezames a lo largo de su historia, en tanto que el oro simboliza la riqueza cultural y patrimonial que el municipio conserva. La elección de San Miguel Arcángel y las espigas subraya dos aspectos esenciales de la vida en Abezames: su espiritualidad y su estrecha relación con la tierra. En una región históricamente agrícola, las espigas han sido durante siglos un símbolo de abundancia y sustento, recordando la dependencia de la comunidad en la agricultura y la conexión con la naturaleza.

## Cultura

### Patrimonio
Destaca la iglesia parroquial de San Miguel Arcángel, una imponente construcción de piedra del siglo XVI situada en un punto elevado del casco urbano, lo que la hace visible al aproximarse al pueblo. Este templo, de estructura robusta y cabecera semihexagonal, fue construido empleando materiales procedentes de despoblados cercanos, incluyendo Mompodre. En su interior, alberga un retablo mayor de estilo barroco del siglo XVIII, obra del célebre escultor sevillano Pedro Roldán, quien completó la pieza en 1734. El retablo, dorado posteriormente por artesanos vallisoletanos, destaca por su riqueza ornamental y se convierte en un referente artístico de la región.
También se conservan las ruinas de la iglesia de San Salvador, ubicadas sobre un montículo a las afueras del pueblo. Este edificio fue la parroquia principal hasta 1853, cuando fue cerrada debido a su deterioro. El solar que ocupa pudo haber albergado un castillo hasta el siglo XV, lo que hace de este lugar un sitio de relevancia histórica. De la estructura se mantienen algunos muros y la cabecera, donde se sostiene la base de una cúpula que coronaba la iglesia.
A dos kilómetros al norte se encuentra el castro de Montpodre, un asentamiento de la Edad del Hierro estratégicamente ubicado a 790 metros de altitud y rodeado de arroyos. Este castro, considerado uno de los más relevantes de la provincia, presenta restos de cerámica celtibérica y de la cultura Cogotas I, aunque no fue romanizado. Cerca del sitio se han hallado fragmentos que sugieren una ocupación tardorromana hasta la Edad Media, indicando la importancia de este emplazamiento para los primeros pobladores.

### Fiestas
Las festividades en Abezames reflejan su identidad agrícola y religiosa. El 15 de mayo se celebra la fiesta de San Isidro Labrador, patrón de los agricultores, con una procesión que bendice los campos. En esta ocasión, los habitantes se reúnen para un convite comunitario en honor al santo. Las fiestas patronales en honor a San Miguel Arcángel se celebran el 29 de septiembre, precedidas la noche anterior por una tradicional hoguera organizada por los jóvenes del pueblo. 
Además, en agosto, Abezames celebra las festividades en honor al Corazón de Jesús y al Corazón de María, donde los feligreses participan en procesiones y cánticos tradicionales. La Asociación de Jubilados del pueblo organiza actividades como talleres de mimbre, artesanía y pintura para los mayores, fortaleciendo la vida social y el arraigo cultural en la localidad.